# الحامداب الجديدة (مدينة)
الحامداب الجديدة تقع في ولاية الشمالية بمحافظة الدبة بالقرب من الملتقى الذي يربط عدة مناطق مثل الدبة ودنقلا من جهة ومروي وكريمة من جهة والخرطوم عاصمة البلاد من جهة أخرى.

## ترحيل أهالي الحامداب الجديدة
أرادت الحكومة ان تنشئ خزان كان في الأول يسمى خزان الحامداب نسبة لوجود السد في منطقة الحامداب وكانت دراسات هذا السد قديمة منذ الحكومات السابقة لكن حكومة الإنقاذ أرادت أن يكون السد حقيقة ترى
أمرى الجديدة وتتكون من ثلاث قرى نموذجية وقرية ادارية